# Menno ter Braak

Menno ter Braak (1939)

Menno ter Braak (* 26. Januar 1902 in Eibergen; † 14. Mai 1940 in Den Haag) war ein niederländischer Essayist, Journalist, Kritiker und Schriftsteller.

## Leben

Katia Mann, Ter Braak und Thomas Mann, 1939

Menno ter Braaks Eltern waren der Arzt Hendrik Ernst Gerrit ('Hendrik') ter Braak und dessen Frau Geertruida Alida ('Trui') Huizinga; Johan Huizinga war sein Cousin. Er wuchs in Tiel auf. Er studierte Niederländisch und Geschichte an der Universität von Amsterdam und in Berlin. 1928 promovierte mit einer Dissertation über Kaiser Otto III. Ideal und Praxis im frühen Mittelalter. Danach arbeitete er einige Jahre als Lehrer. Von Friedrich Nietzsche und Oswald Spengler beeinflusst, wandte er sich vom Christentum ab.
Schon als Student schrieb Ter Braak für die satirische Amsterdamer Studentenzeitschrift [Propria Cures] und interessierte sich für den Film und dessen Ästhetik. 1927 gründete er mit Joris Ivens, Henrik Scholte, Leendert Jurriaan (Leo) Jordaan und Constant van Wessem die Nederlandsche Filmliga. Mit Edgar du Perron und Maurice Roelants gründete er 1931 die Literaturzeitschrift Forum. Von 1933 bis zu seinem Tode war er Redakteur des Feuilleton der liberalen Tageszeitung Het Vaderland in Den Haag. Ter Braak machte durch seine vielbeachteten Rezensionen die zeitgenössische deutsche Literatur in den Niederlanden bekannt, zumal die im Exil entstandene Literatur: Thomas Mann, mit dem er befreundet war, Jakob Wassermann, Lion Feuchtwanger, Alfred Döblin und Konrad Merz.

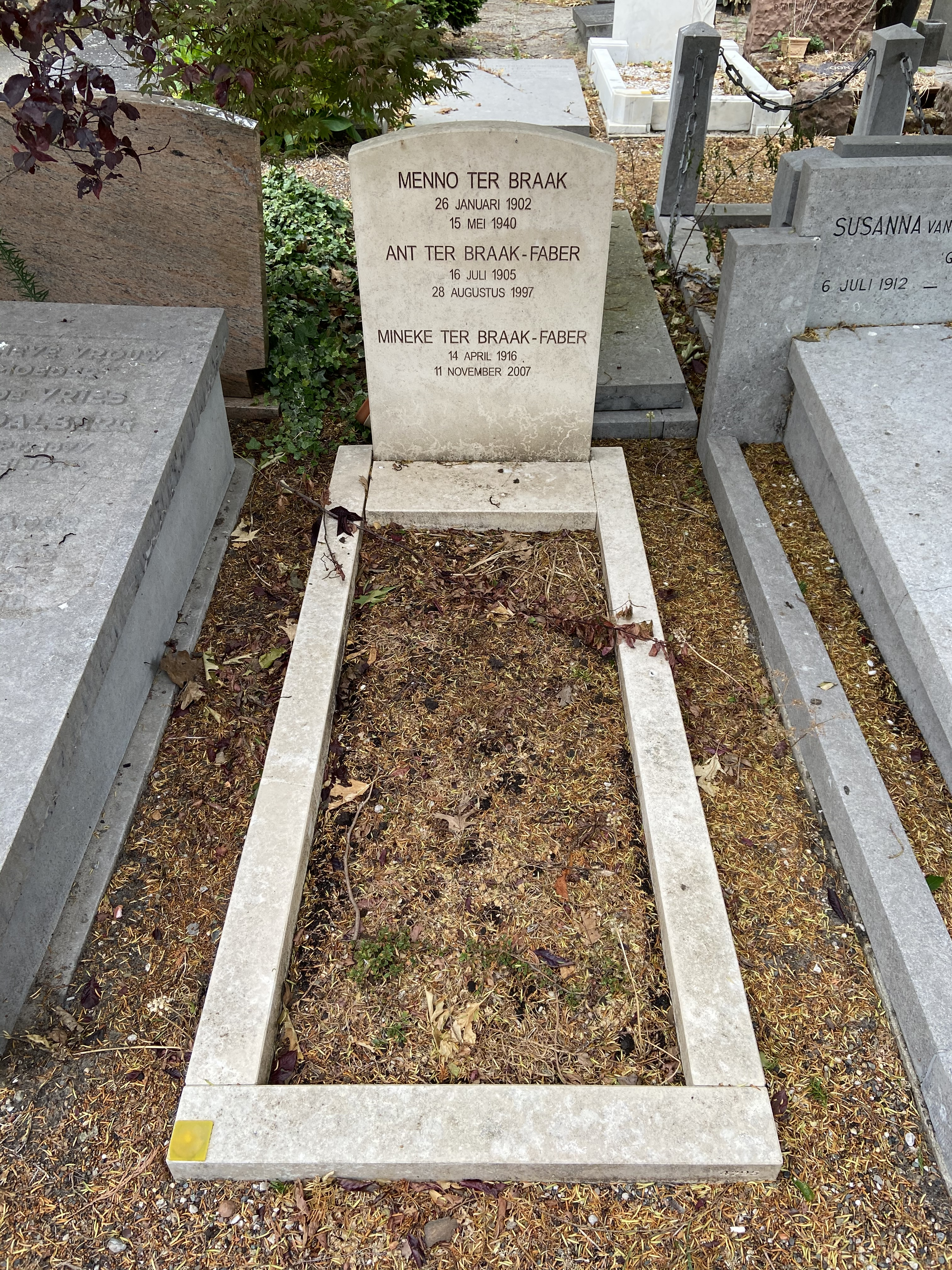
Grab von Menno ter Braak, seiner Ehefrau Ant und deren Schwester Mineke (Ehefrau von Mennos Bruder Wim), Friedhof Oud Eik en Duinen, Den Haag (2020)

Frühzeitig warnte Ter Braak vor dem Nationalsozialismus. Juni 1936 war er einer der Mitbegründer des Comité van Waakzaamheid (Wachsamkeitskomitee) und engagierte sich in der antifaschistischen Bewegung der Niederlande. Am Abend des 14. Mai 1940, des fünften Tages des deutschen Überfalls auf die neutralen Niederlande im Rahmen des Westfeldzug, unmittelbar nach der niederländischen Kapitulation, starb Ter Braak im Haus seines Bruders Wim durch Suizid, nachdem es ihm nicht mehr gelungen war, nach Großbritannien zu fliehen. Als Sterbedatum wurde vom Gerichtsmediziner der 15. Juni vermerkt.
Sein Grab befindet sich auf dem niederländischen Friedhof Oud Eik en Duinen in Den Haag.

## Werke (Auswahl)

### Schriften zur Politik, Religion und Philosophie
- Het carnaval der burgers, 1930
- Afscheid van domineesland, 1931
- Demasqué der schoonheid, 1932
- Politicus zonder partij, 1934
- Het nationaalsocialisme als rancuneleer, 1937
- Van oude en nieuwe christenen, 1937
- Douwes Dekker en Multatuli, 1937
- De Augustijner monnik en zijn trouwe duivel, 1938 (über Martin Luther)

### Romane
- Hampton Court, 1931
- Dr. Dumay verliest, 1933

Seine Schriften und seine umfangreiche Korrespondenz werden von der Stichting Menno ter Braak herausgegeben.